# Balan Wonderworld
Balan Wonderworld (japonês: バランワンダーワールド, Hepburn: Baran Wandāwārudo) é um jogo eletrônico de plataforma desenvolvido pela Arzest e pela Balan Company e publicado pela Square Enix em 2021. Assumindo o papel de duas crianças guiadas por um ser mágico chamado Balan, o jogador explora doze mundos com temas inspirados nos corações de indivíduos problemáticos. Eles exploram níveis, coletam itens para avançar para outras áreas e usam uma variedade de poderes desbloqueados com trajes temáticos.
Balan Wonderworld é o projeto de estreia da Balan Company, uma marca subsidiária da Square Enix liderada por Yuji Naka, o cocriador de Sonic the Hedgehog e Nights into Dreams. O desenvolvimento começou em 2018; foi a primeira colaboração de Naka com o artista Naoto Ohshima desde Sonic Adventure (1998). A estética foi baseada no teatro musical, e Naka estudou a jornada do herói ao criar o rascunho da história. O roteiro foi escrito pelo romancisca Soushi Kawasaki. A música, composta por Ryo Yamazaki e Hironori Anazawa, inclui vocais de artistas do West End, como Laura Pitt-Pulford. As cinemáticas foram criadas pela Visual Works. Posteriormente, houve reclamações de Naka e de outros funcionários sobre conflitos internos relacionados à qualidade e ao marketing do jogo.
Balan Wonderworld foi lançado mundialmente para Nintendo Switch, PlayStation 4, PlayStation 5, Windows, Xbox One e Xbox Series X/S em 26 de março de 2021. A Square Enix também publicou uma novelização escrita por Kawasaki. O jogo recebeu críticas geralmente negativas e teve um desempenho comercial abaixo do esperado. Críticos desaprovaram a jogabilidade e o design do jogo, embora alguns tenham elogiado os gráficos e a música.

## Jogabilidade
Balan Wonderworld é um jogo eletrônico de plataforma em que os jogadores assumem o papel de Leo Craig ou Emma Cole, duas crianças atraídas para o reino mágico de Wonderworld por um ser chamado Balan. O jogo se desenrola em doze áreas com vários níveis, chamadas capítulos. No início, apenas o primeiro capítulo está disponível. Coletar itens chamados Estátuas de Balan em cada área desbloqueará novos capítulos. Em cada capítulo, Leo e Emma devem navegar em um ambiente sandbox, procurando itens colecionáveis nas áreas e resolvendo quebra-cabeças para avançar até o final do nível. Os itens colecionáveis incluem Estátuas de Balan e objetos cristalinos chamados Drops. O esquema de controle é simples, com dois botões usados para alternar entre os trajes; as demais ações, com exceção do movimento do personagem e da câmera, são atribuídos a todos os outros botões. Durante a exploração, inimigos chamados Negati aparecem e atacam o personagem do jogador. Cada capítulo termina com uma batalha contra um chefe que tem como tema o ambiente e a narrativa do capítulo. O jogo usa dificuldade adaptável, ajustando o número e os tipos de inimigos com base no desempenho do jogador, tanto na sua primeira vez na fase quanto em vezes seguintes.
Durante a exploração, Leo e Emma encontram trajes específicos de cada capítulo; eles são desbloqueados com chaves colecionáveis. Os trajes concedem habilidades como pairar, navegar por perigos e caminhos específicos ou lutar contra inimigos. Quando não estão usando um traje, as únicas ações disponíveis de Leo e Emma são pular e caminhar. Há 80 trajes espalhados pelas fases, alguns deles em locais secretos. Apenas três trajes podem ser mantidos por vez; quando um quarto traje é adquirido, o traje que ele substitui é enviado para um banco de trajes que pode ser acessado em pontos de salvamento. Receber dano ou cair de uma borda do cenário faz com que o traje equipado desapareça. Se o personagem do jogador for atingido sem um traje, ele será ejetado do capítulo.
Minijogos podem ser desbloqueados e jogados em cada capítulo usando trajes especiais, como um desafio com tema de futebol. Um minijogo recorrente ativado ao encontrar uma cartola nos níveis se chama Balan's Bout. Assumindo o papel de Balan, os jogadores participam de uma série de quick time events, combinando as poses de Balan com o pressionar de botões. O desempenho é classificado, sendo que o melhor desempenho concede uma estátua de Balan após a primeira conclusão e multiplica o total de Drops atual. Os capítulos também podem ser jogados em modo multijogador cooperativo local para dois jogadores. Assumindo os papéis de ambos Leo e Emma, os jogadores podem combinar as habilidades dos trajes para simplificar os quebra-cabeças e abrir novos caminhos possíveis nos níveis.
Os capítulos são acessados por meio do mundo central, a Ilha dos Tims – uma ilha flutuante habitada pelas criaturas que lhe dão nome. No centro, os jogadores podem alimentar os Tims com Drops coletados nos níveis, mudando sua cor e, consequentemente, suas habilidades; por exemplo, os Tims vermelhos ajudam nas lutas, enquanto os Tims cor-de-rosa coletam itens escondidos. Ovos de Tim podem ser encontrados nos capítulos, aumentando o número de Tims na Ilha. Ao pegar um Tim, o jogador pode levá-lo para um nível. Uma construção especial é a Torre de Tims, que cresce usando mecanismos acionados pelos Tims. Depois de concluir o jogo, um novo terceiro nível é desbloqueado para cada capítulo, apresentando ambientes mais difíceis e novos trajes.

## Sinopse
Balan Wonderworld se passa principalmente no Balan Theater, um reino mágico supervisionado por um ser misterioso chamado Balan. O Balan Theater aparece quando o coração de uma pessoa perde o equilíbrio e se conecta ao Wonderworld, um reino que mescla realidade e fantasia criado a partir de memórias e corações. Os protagonistas são duas crianças problemáticas chamadas Leo e Emma. Leo se isola do contato social devido a uma discussão com um amigo anos antes, enquanto Emma sofre de ansiedade sobre o que os outros podem estar dizendo pelas suas costas. Ambos são atraídos para o Balan Theater e viajam por doze mundos nascidos dos corações de adultos e crianças problemáticos. Leo e Emma enfrentam a oposição de Lance, uma contraparte de Balan que comanda os Negati, monstros nascidos da escuridão dos visitantes do Wonderworld.
Depois de completar todos os doze mundos e libertar seus habitantes de seus problemas, Balan abre um portal para que o personagem escolhido lute contra Lance. Ao ser derrotado, Lance é mostrado brevemente em sua verdadeira forma, menos ameaçadora, antes de os Negati o arrastarem para seu reino. Balan então se despede de todos os visitantes do Wonderworld, embora a despedida de Leo e Emma seja tocante o suficiente para que ele derrame uma lágrima e mostre a eles sua verdadeira forma: um ser humano com aparência semelhante à de Lance. Leo e Emma retornam ao mundo real e enfrentam seus problemas; Leo se conecta com um grupo de dança que ele havia evitado anteriormente, enquanto Emma fica sabendo de uma festa de aniversário organizada para ela que suas empregadas estavam mantendo em segredo. Os créditos finais mostram imagens dos visitantes do Wonderworld se reunindo no mundo real, observados por Balan.

## Lançamento
Balan Wonderworld foi revelado em julho de 2020. Ele foi lançado mundialmente em 26 de março de 2021. As versões para PlayStation, Xbox e Switch foram lançadas em formato físico e digital, enquanto a versão para PC foi um exclusivo digital por meio da Steam; a versão para Xbox estava disponível apenas digitalmente no Japão. A testagem de bugs era uma prioridade alta e problemática, pois quando um bug era encontrado, ele tinha que ser corrigido individualmente para cada versão do jogo. O jogo foi acompanhado por uma novelização de Soushi Kawasaki, Balan Wonderworld: Maestro of Mystery, Theater of Wonder, lançado digitalmente em 26 de março por meio das marcas de publicação da Square Enix. A novelização acrescenta contexto a alguns eventos e personagens.
Uma versão demo, incluindo todo o primeiro capítulo e os primeiros níveis dos capítulos 4 e 6, foi lançada em 27 de janeiro de 2021. Comentários posteriores de Yuji Naka revelaram que a demo foi adiada a pedido de Noriyoshi Fujimoto, embora Naka tenha criticado esse fato, pois alegou que Fujimoto é quem inicialmente determinou o cronograma de desenvolvimento “apertado”. Embora o progresso não tenha sido transferido para o jogo principal, os dados salvos da demo desbloquearam um traje especial com o tema de cada plataforma. A demo foi retirada do ar em 14 de abril para consoles e no dia seguinte para Steam. A recepção da demo foi, em geral, mista; enquanto muitos elogiaram o estilo artístico e a música, vários criticaram o controle e a câmera. Embora o jogo estivesse próximo demais do lançamento para grandes ajustes, a Square Enix lançou uma atualização no primeiro dia para resolver os problemas de câmera e movimento dos personagens e alterar a dificuldade para tornar os chefes posteriores mais desafiadores. A atualização também corrigiu um erro que envolvia clarões de luz no chefe final, o que levantou preocupações sobre ataques epiléticos, fazendo com que a Square Enix avisasse os jogadores para instalarem a atualização antes de jogar. De acordo com Tom Marks, crítico da IGN, a Square Enix não forneceu cópias antecipadas aos críticos.
Pouco depois do lançamento do jogo, Naka pediu demissão da Square Enix e pensou em se aposentar; mais tarde, ele anunciou que seu próximo jogo seria um projeto independente para celular produzido pela Prope. No final de abril de 2022, ele disse que o produtor de Balan Wonderworld o havia removido do projeto seis meses antes de seu lançamento, devido ao estado do desenvolvimento e ao uso de um cover de música de Balan feito por um fã sem o devido crédito ao compositor durante o marketing. Ele processou a Square Enix depois de sua demissão e acusou a Square Enix e a Arzest de não se importarem com os consumidores. Em julho, Naka postou uma foto da equipe de desenvolvimento de Nights com Naoto Ohshima apagado, e apresentou outras queixas sobre seu tratamento em Balan Wonderworld. Mais tarde, foi alegado que o processo foi arquivado após informações sobre o comportamento de Naka.

## Recepção
Balan Wonderworld foi recebido de forma "geralmente desfavorável" pela crítica especializada para a maior parte das plataformas, de acordo com o agregador de críticas Metacritic; a versão para PlayStation 5 recebeu críticas "mistas ou medianas".
A revista japonesa Famitsu elogiou a estética e a música, mas considerou a jogabilidade entediante. Martin Robinson, da Eurogamer, achou que o jogo era muito fiel aos jogos de plataforma mais antigos do período de Nights into Dreams, trazendo problemas inaceitáveis para os jogadores modernos. CJ Andriessen, da Destructoid, disse que Balan Wonderworld tinha um apelo nostálgico para os fãs dos primeiros jogos de plataforma 3D experimentais, mas sua jogabilidade e minijogos reduziam sua qualidade para um público moderno. Bradley Ellis, da Easy Allies, descreveu o jogo como "bizarro e decepcionante", apesar de suas boas intenções e dos membros da equipe de alto nível por trás do jogo. David Wildgoose, da GameSpot, concordou com outros críticos ao dizer que o jogo parecia fora de seu tempo, criticando seu design arcaico mas elogiando alguns desafios de plataforma.
Tom Marks, da IGN, citou Balan Wonderworld como um exemplo de um sucessor espiritual decepcionante, chamando-o de entediante em vez de realmente problemático. Tanto Mitch Vogel, da Nintendo Life, quanto John Rairdin, da Nintendo World Report, foram altamente negativos; Vogel o chamou de "um desperdício de tempo", enquanto Rairdin ficou extremamente decepcionado com o uso pobre das mecânicas de gênero. Chris Scullion, da Video Games Chronicle, também não gostou da utilidade dos trajes, comparando-o a um jogo de plataforma do PlayStation 2.
A jogabilidade com apenas um botão foi vista como uma decepção, embora Bradley e Marks tenham elogiado as batalhas contra chefes. Andriessen e Wildgoose observaram que os níveis posteriores eram de melhor qualidade. O sistema de trajes foi alvo de muitas críticas devido ao número de habilidades repetidas e à restrição de pular para trajes específicos, considerando o gênero, embora Wildgoose tenha elogiado a variedade. Os minijogos, especialmente Balan's Bout, foram universalmente criticados. Vários jornalistas criticaram a falta de uma narrativa clara ou de explicações sólidas sobre a jogabilidade. Os Tims também foram apontados como uma adição inútil. A versão para Switch foi apontada como tendo problemas técnicos perceptíveis. Em comparação, os gráficos foram citados como positivos por seu design e estética, e as cenas em animação computadorizada e a música receberam elogios gerais.

### Vendas
Balan Wonderworld vendeu mal no Japão; o jogo vendeu menos de 2.100 cópias físicas em sua semana de estreia e não conseguiu entrar em vários rankings de vendas. No Reino Unido, ele não conseguiu entrar no top 40 dos jogos mais vendidos em março. Ele não apareceu entre os jogos mais vendidos nos Estados Unidos em março, embora outro jogo publicado pela Square Enix, Outriders, tenha tido fortes vendas. Ele não foi mencionado no relatório fiscal da Square Enix.